# Mełgiew (gmina)
Pour les articles homonymes, voir Mełgiew.
Mełgiew est une gmina rurale (gmina wiejska) du powiat de Świdnik, dans la Voïvodie de Lublin, dans l'est de la Pologne.
Son siège administratif (chef-lieu) est le village de Mełgiew, qui se situe environ 6 kilomètres (km) à l'est de Świdnik (siège du powiat) et 16 km à l'est de la capitale régionale Lublin (capitale de la voïvodie).
La gmina couvre une superficie de 95,64 km2 pour une population de 8 352 habitants en 2006.

## Histoire
De 1975 à 1998, la gmina est attachée administrativement à l'ancienne voïvodie de Lublin.

Depuis 1999, elle fait partie de la nouvelle voïvodie de Lublin.

## Géographie
La gmina inclut les villages (sołectwa) de:

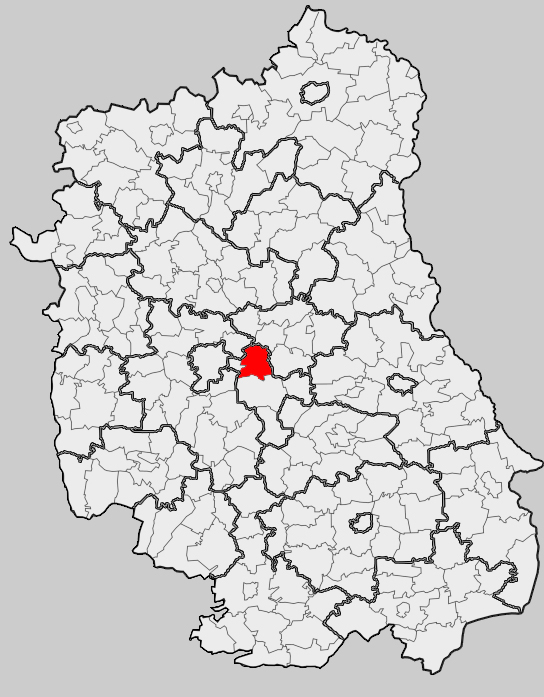
Position de la gmina dans la voïvodie

- Dominów
- Franciszków
- Jacków
- Janówek
- Janowice
- Józefów
- Krępiec
- Krzesimów
- Lubieniec
- Mełgiew
- Minkowice
- Minkowice-Kolonia
- Nowy Krępiec
- Piotrówek Pierwszy
- Podzamcze
- Trzeciaków
- Trzeszkowice
- Żurawniki

### Gminy voisines
La gmina de Mełgiew est voisine de:

la ville de:
- Świdnik

et des gminy de:
- Głusk
- Łęczna
- Milejów
- Piaski
- Wólka

## Structure du terrain
D'après les données de 2002, la superficie de la commune de Mełgiew est de 95,64 kilomètres carrés, répartis comme suit  :
- terres agricoles : 77 %
- forêts : 15 %

La commune représente 20,39 % de la superficie du powiat.

## Démographie
Données du 31 décembre 2010:
| Description        | Total  | Total | Femmes | Femmes | Hommes | Hommes |
| ------------------ | ------ | ----- | ------ | ------ | ------ | ------ |
| Unité              | Nombre | %     | Nombre | %      | Nombre | %      |
| Population         | 8 970  | 100   | 4 603  | 51,3   | 4 367  | 48,7   |
| Densité (hab./km²) | 93,8   | 93,8  | 48,1   | 48,1   | 45,7   | 45,7   |